# Альвар

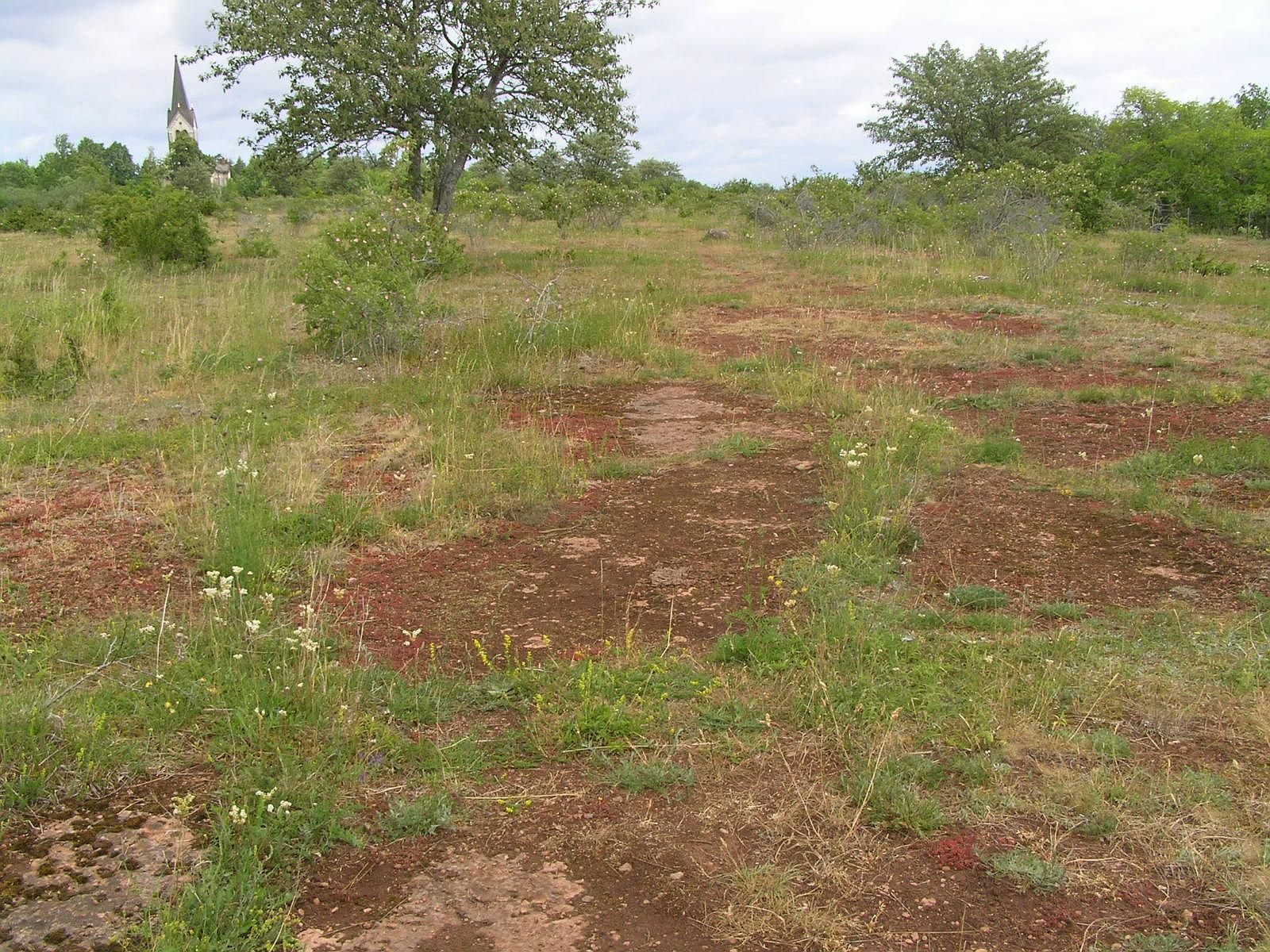
Альвар в Швеції

Альвар (від швед. alvar — голий) — рівнинна форма рельєфу, складена вапняком безліса поверхня, на якій формується малопотужний родючий альварний ґрунт. Альвари характерні для Фенноскандії, балтійських країн, зокрема для північної частини Естонії (Балтійський глінт), у тому числі для острова Сааремаа.
Альвари вкриті різнотрав'ям і  ялівцем. Зустрічаються рідкісні види трав'янистих рослин, що охороняються, наприклад, сааремаський дзвінець.